# Ioan Slavici
Ioan Slavici, né le 18 janvier 1848 à Șiria et mort le 17 août 1925 à Panciu, est un écrivain et traducteur roumain.

## Biographie

### Enfance
Ioan Slavici est né le 18 janvier 1848, deuxième des cinq enfants de Savu et Elena Slavici. Son père était maître pelletier, sa mère appartenait à une famille d'intellectuels, considérée comme de rang plutôt élevé. Son enfance se déroula à l'abri des besoins, dans un cadre naturel, riche en charmants paysages, entouré de l'amour familial et des proches. Sa mère, femme énergique faisant preuve d'un grand esprit pratique, exerça une très forte influence sur l'écrivain, comme le vieux Mihai Fercu, oncle et père adoptif de son père, qui, véritable père spirituel le guidait dans son apprentissage, éveillant en lui l'amour pour les merveilleux trésors du folklore. Carbonaro du temps de Bonaparte, il lui racontait d'innombrables histoires dont il s'inspira par la suite dans ses œuvres. Ses premiers contacts avec les lettres sont, comme pour les enfants de son époque, le bréviaire et les psaumes, qu'il parcourt avidement. Plus tard, il a pu se procurer auprès des marchands ambulants de nombreux livres populaires imprimés en caractères cyrilliques, et dans lesquels il s'est abreuvé de la sagesse de la littérature populaire.

### Études
Il a poursuivi ses études à Arad en 1859, où il a terminé ses cinq classes de lycée, ensuite à Timișoara dès 1865 pendant deux ans. Lorsque son père, appauvri par de mauvaises affaires se trouva dans l'impossibilité d'assurer financièrement la poursuite des études, Ioan Slavici ne se découragea pas, mais au contraire redoubla d'efforts et travailla comme répétiteur. Il enrichit son instruction en voyageant pendant les vacances dans les montagnes roumaines.
Après avoir terminé le lycée, il s'inscrivit à l'université de Budapest en 1868. Il poursuivit des études à l'université de Vienne, les interrompant par nécessité de gagner sa vie, entre 1870 et 1874.
Cette période lui fit connaître l'ambiance des chancelleries d'église dans lesquelles se tramaient toutes sortes d'intrigues, ainsi que le dur labeur des paysans transylvains, qui lui inspirèrent la nouvelle Popa Tanda. C'est toujours à Vienne qu'il fit la connaissance de Mihai Eminescu, avec lequel il se lia d'une amitié durable. Le grand poète l'aiguilla non seulement vers l'étude de la philosophie, de la littérature et l'histoire du peuple roumain, mais lui prodigua de précieuses indications pour ses premiers pas dans l'art difficile de l'écriture. Poussé par le poète, Slavici rédigea d'abord la comédie Fata de birău, ensuite l'histoire Zâna zorilor et quelques études ethnographiques, qu'Eminescu retoucha discrètement.

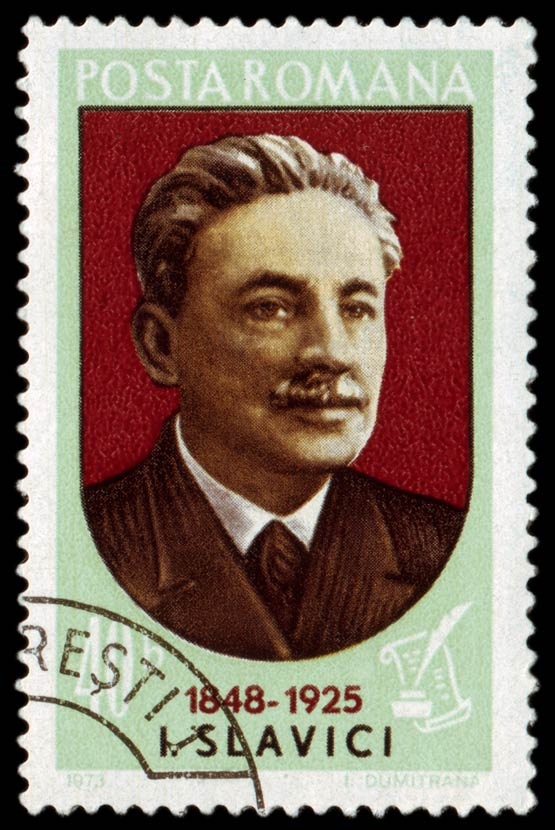
Ioan Slavici (timbre roumain).

### Débuts professionnels
En 1874, Ioan Slavici déménagea à Iași, où Eminescu lui trouva un poste de rédacteur au journal Curierul. Il fréquenta les séances de Junimea, introduit au cercle par son ami, mais il se sentait étranger dans ce cénacle.
Quittant Jassy, il arriva à Bucarest, où il est nommé secrétaire de la commission Hurmuzachi chargée de la traduction et de la publication de document sur l'histoire du peuple roumain. À partir de 1875, il gagna sa vie davantage comme professeur de littérature roumaine et de philosophie, dans différentes écoles. Il travailla également dans la rédaction du journal Timpul [Le Temps], à partir de 1876, sous le pseudonyme Tanda, et continuait d'écrire des contes, des nouvelles, des articles et différentes études, sa seule source de revenus restant cependant son salaire de professeur. À travers le journalisme, il participa activement à l'effervescence sociale qui lui inspira certaines de ces nouvelles : Scormon (1875), La crucea din sat (1876), Gura satului (1878).

### Homme de presse
Il s'établit à Sibiu, où en 1884 il fut nommé à la tête du quotidien transylvain Tribuna [La Tribune]. Grâce au journal, il parvint à promouvoir une littérature réaliste et constructive reflétant les aspirations du peuple. Il soutint également les jeunes talents, les encourageants à écrire, leur donnant des conseils, leur remontant le moral dans les moments de doute, leur redonnant confiance en eux, comme il l'a fait par exemple avec George Coșbuc, le « poète des paysans. »
Pour certains de ses articles il s'est retrouvé devant les magistrats et a même passé une année dans la prison de Vác. À sa libération, il revint à Sibiu, et reprit la tête de la Tribune pendant une année supplémentaire, avant de partir pour Bucarest où il fut nommé directeur des études de l'asile Elena Doamna.

### Enseignement
À partir de 1894 il exerça des fonctions de direction et enseigna la langue roumaine ainsi que l'histoire à l'institut Ion Oteteleșanu de Măgurele, pendant plus de 14 ans, travaillant avec abnégation. En 1894 il créa, avec Ion Luca Caragiale et George Coșbuc, la revue Vatra, qui parut jusqu'en 1896, dont l'objectif était la création littéraire issue de la vie populaire et destinée au peuple.
Les révoltes populaires paysannes de 1907 et les mesures sanguinaires de répression prises par le gouvernement ne le laissèrent pas indifférent. Dans une lettre adressée à Nicolae Iorga et publiée dans la revue Neamul românesc, le 29 juillet 1907, il dénonça avec indignation l'hypocrisie des classes superposées, concept emprunté apparemment à Eminescu. Mais les classes dominantes avec lesquels il n'a pas été tendre ne lui pardonnèrent pas, de sorte qu'à la fin de l'année scolaire, l'écrivain se vit contraint de chercher un autre travail. En 1908 il accepta la direction du journal Minerva, mais, à cause de sa sincérité et de son honnêteté, il ne put y rester qu'un an. À nouveau il enseignait la littérature et la langue roumaine.

### Guerre et une fin solitaire
Pendant les années qui précédaient la guerre de 1916 à 1918, Slavici a combattu ceux qui demandaient instamment à ce qu'on renonce à la neutralité, et a milité contre l'entrée de la Roumanie en guerre, étant convaincu que « les guerres sont la plus grande honte pour le peuple humain ». Malheureusement, Slavici a consenti des faveurs aux occupants allemands, suscitant ainsi de violentes antipathies par les articles qu'il a publiés dans des journaux contrôlés par des Allemands, à Bucarest.
À cause de son attitude germanophile, à la fin de la guerre, Slavici a dû supporter de lourdes conséquences, connaissant plusieurs fois l'incarcération, profondément marqué par le fort de Domnești et la prison de Văcărești, où il a fait la connaissance de certains militants socialistes qui surent spontanément conquérir sa sympathie.
Dans son livre Închisorile mele [Mes prisons], Slavici a dédié des pages entières, empreintes d'admiration à Ion C. Frimu (ro) et aux autres dirigeants des travailleurs, enfermés, maltraités et molestés uniquement parce qu'ils étaient coupables d'avoir rêvé et d'avoir lutté pour une vie meilleure.
Travaillant beaucoup, jusqu'à un âge très avancé, pour gagner son existence, il s'est éteint dans la souffrance, et presque dans la misère, à Panciu, le 17 août 1925.

## Œuvre et thèmes
Beaucoup considèrent que le nom de Ioan Slavici complète la triade des grands classiques de la littérature roumaine (Eminescu, Creangă, Caragiale). Andreia Roman le définit comme l'écrivain de la bourgeoisie récente de Transylvanie, caractérisée entre autres par son mode de vie urbain.
Son roman Mara est considéré comme l'un des chefs-d’œuvre de la littérature roumaine, par sa narration novatrice et ses psychologies complexes.

## Liste des principales œuvres
- Studie asupra maghiarilor [Étude sur les magyars] 1871, 1872, 1873
- Die Rumanen in Ungarn Siebenburgen und der Bukowina [Les Roumains en Hongrie, Transylvanie et en Bucovine] Vienne-Teschen, 1881
- Pădureanca (La Fille de la forêt), Sibiu, 1884;
- Păcală în satul lui [Păcală dans son village], Sibiu, 1886;
- Din bătrâni [Rapporté par les Anciens], vol. I, Bucarest, 1902, vol. II: Bucarest, 1906
- Mara, Budapest, 1906;
- Povești [Contes], Bucarest, 1908;
- Spiru Călin, Bucarest, 1908;
- Din valurile vieţii [Inspiré par les vagues de la vie], Bucarest, 1909;
- Popa Tanda (Le Pope ronchon), Sibiu, 1914;
- Din două lumi [Venue des deux mondes], Bucarest, 1921;
- Închisorile mele [Mes prisons], Bucarest, 1921;
- Budulea Taichii (Le Petit à Budulea), Bucarest, 1923;
- Cel din urmă armaș [Le dernier des Armaș], Bucarest, 1923;
- Amintiri [Souvenirs], Bucarest, 1924;
- Lumea prin care am trecut [Le monde que j'ai parcouru], Bucarest, 1930;
- Opere [Œuvres], préface de D. Vatamaniuc, vol. I-VI, Bucarest, 1967-1972, vol. VII-XIV, édition établie par Constantin Mohanu, Bucarest, 1973-1987;

## Traductions en français
Deux nouvelles, Popa Tanda (Le Pope ronchon) et Budulea Taichii (Boudoulea mon fieux) ont été traduites en 1947 par Edmond Bernard dans une anthologie intitulée Nouvelles roumaines. En 1955 parut à Bucarest en français un recueil de trois nouvelles : Moara cu noroc (Le moulin de la chance) et Budulea Taichii (Le petit à Budulea), traduites par Borănesco, et Pădureanca (La fille de la forêt), traduite par Romanesco. Ces livres n'existent néanmoins de nos jours que dans de rares bibliothèques.

## Hommage
Le théâtre classique Ioan Slavici, à Arad, porte son nom.